# اوليكساندر بابيش
اوليكساندر بابيش (بالأوكرانية: Олександр Сергійович Папуш)‏ (14 يناير 1985 بماريوبول في أوكرانيا - ) هو لاعب كرة قدم أوكراني في مركز الوسط. لعب مع توربيدو جودينو ودينامو برست وFC Isloch Minsk Raion ‏ وFC Rechitsa-2014 ‏ وFC Illichivets-2 Mariupol ‏ وFC Zhemchuzhina Yalta ‏ وFC Kaisar ‏ ونادي إيليتشيفيتس ماريوبول وFC SKVICh Minsk ‏.

## وصلات خارجية
- اوليكساندر بابيش على موقع اتحاد أوكرانيا (الإنجليزية)
- اوليكساندر بابيش على موقع قاعدة بيانات كرة القدم.إي يو (الإنجليزية)
- اوليكساندر بابيش على موقع Soccerway.com (الإنجليزية)
- اوليكساندر بابيش على موقع عالم كرة القدم.نت (الإنجليزية)